# Купина (род)
Купина (лат. Rubus) је род вишегодишњих листопадних полужбунастих биљака, које имају вишегодишњи коренов систем и једногодишње или двогодишње ластаре, припада породици ружа (Rosaceae). Род Rubus укључује између 250 и 700 врста.

## Морфологија
Коренов систем је врло разгранат, жиличаст и достиже дужину до 1 метра. Главни коренов систем имају купинове саднице произведене из семена. Многе сорте купине немају главни корен. Зимзелене (Rubus laciniatus) и пузеће сорте имају главни корен који продире дубоко у земљу али не формирају коренове изданке. Због дубине до које продире у земљу, коренов систем купине се одликује отпорношћу на суше.
Жбун купине зависно од сорте је различито развијен. Може се разврстати на основу следећих одлика:
- висок (хималаја)
- средње висок (агава)
- низак (лукреција)
- скупљен (агава, ериа)
- усправан (кумберланд)
- пузећи (лукреција)
- глатким ластарима (бојсен, лукреција)

Изданци (леторасти) зависно од сорте током прве године достижу дужину између 2 и 4 метра. У другој години изданци доносе род након чега се суше. У зависности од сорте изданци могу да буду од мркоцрвене до тамнозелене боје, као и са бројним тврдим трњем (бодљама), ређим и нежнијим трњем и сорте са изданцима без трња.
Лишће је сложено и у зависности од типа и сорте састоји се од 3, 5, 7 или 9 лиски које су јајастог облика, од светлозелене до тамнозелене боје, док су лисне дршке углавном трновите. Пупољци се развијају на жилама (подземни) и на једногодишњим изданцима. Цветне гранчице су дуге или кратке које се развијају у пазуху листова на двогодишњим леторастима. Цвет је хемофродитан (двополан) и средње крупан, који има тучкове и прашнике и двојни цветни омотач. Цветови су скупљени на цветним гранчицама, које се не развијају једновремено. Плод купине представља збир коштуница на чврстој ложи и по боји могу бити тамни, мат црни или сјајно црни.

## Врсте купине
Род Rubus је веома комплексан, нарочито подрод (Rubus), хибридизација је веома честа појава, што отежава проблем класификације врста (таксон који је према једном извору једна врста, према другом може бити секција, која укључује и до неколико десетина врста). Према неким изворима род се дели на 13 подродова, а највећи подрод Rubus се даље дели на 12 секција. Доле су наведене репрезентативне врсте.
| - Подрод Anoplobatus - Rubus aboriginum - Rubus aliceae - Rubus deliciosus - Rubus koehleri - Rubus neomexicanus - Rubus odoratus - Rubus parviflorus - Подрод Chamaebatus - Rubus calycinus - Rubus hayata-koidzumii - Rubus nivalis - Rubus pectinellus - Подрод Chamaemorus - Rubus chamaemorus - Rubus pseudochamaemorus - Подрод Comaropsis - Rubus geoides - Подрод Cylactis - Rubus arcticus - Rubus fockeanus - Rubus humulifolius - Rubus lasiococcus - Rubus pedatus - Rubus saxatilis - Rubus sierrae - Rubus xanthocarpus - Подрод Diemenicus - Rubus gunnianus - Подрод Dalibardastrum - Rubus amphidasys - Rubus nepalensis - Rubus tricolor - Rubus tsangiorum - Подрод Idaeobatus - Rubus acuminatissimus - Rubus adenophorus (syn. R. sagatus) - Rubus alexeterius - Rubus alpestris - Rubus amabilis - Rubus apetalus - Rubus archboldianus - Rubus aurantiacus - Rubus biflorus - Rubus chingii - Rubus cockburnianus - Rubus columellaris - Rubus copelandii - Rubus corchorifolius - Rubus coreanus - Rubus crataegifolius - Rubus croceacanthus - Rubus ellipticus - Rubus eustephanos - Rubus flosculosus - Rubus fraxinifolius - Rubus glabricarpus - Rubus grayanus - Rubus hawaiensis - Rubus hirsutus - Rubus hoffmeisterianus - Rubus hypargyrus - Rubus idaeus - Rubus illecebrosus - Rubus innominatus - Rubus inopertus - Rubus irritans - Rubus komarovii - Rubus lasiostylus - Rubus leucodermis - Rubus ludwigii - Rubus lutescens - Rubus macilentus - Rubus macraei - Rubus mesogaeus - Rubus microphyllus - Rubus minusculus - Rubus niveus - Rubus occidentalis - Rubus palmatus - Rubus parvifolius - Rubus peltatus - Rubus pentagonus - Rubus phoenicolasius - Rubus pileatus - Rubus pinfaensis - Rubus pinnatus - Rubus probus - Rubus pungens - Rubus queenslandicus - Rubus racemosus - Rubus rigidus - Rubus rosifolius - Rubus sachalinensis - Rubus simplex - Rubus spectabilis - Rubus stans - Rubus strigosus - Rubus suavissimus - Rubus subornatus - Rubus sumatranus - Rubus teledapos - Rubus thibetanus - Rubus trianthus - Rubus trifidus - Rubus vernus - Подрод Lampobatus - Rubus acanthophyllos - Rubus adenothallus - Rubus adenotrichos - Rubus betonicifolius - Rubus bogotensis - Rubus briareus - Rubus bullatus - Rubus choachiensis - Rubus coriaceus - Rubus costaricanus - Rubus eggersii - Rubus eriocarpus - Rubus fagifolius - Rubus florulentus - Rubus gachetensis - Rubus giganteus - Rubus glabratus - Rubus glaucus - Rubus hondurensis - Rubus imperialis - Rubus irasuensis - Rubus macvaughianus - Rubus megalococcus - Rubus nubigenus - Rubus peruvianus - Rubus roseus - Rubus sapidus - Rubus shankii - Rubus trichomallus - Rubus turquinensis - Подрод Malachobatus - Rubus acuminatus - Rubus alceifolius - Rubus assamensis - Rubus bambusarum - Rubus buergeri - Rubus chroosepalus - Rubus chrysophyllus - Rubus elongatus - Rubus fairholmianus - Rubus flagelliflorus - Rubus fockei - Rubus formosensis - Rubus gardnerianus - Rubus glomeratus - Rubus henryi - Rubus hunanensis - Rubus ichangensis - Rubus irenaeus - Rubus kawakamii - Rubus lambertianus - Rubus lineatus - Rubus moluccanus - Rubus multibracteatus - Rubus paniculatus - Rubus parkeri - Rubus pseudosieboldii - Rubus pyrifolius - Rubus rolfei - Rubus rugosus - Rubus setchuenensis - Rubus sieboldii - Rubus splendidissimus - Rubus swinhoei - Rubus tephrodes - Rubus tiliaceus - Rubus wardii - Rubus xanthoneurus - Подрод Micranthobatus - Rubus australis - Rubus cissoides - Rubus moorei - Rubus nebulosus - Rubus parvus - Rubus schmidelioides - Rubus squarrosus - Подрод Orobatus - Rubus loxensis | - Подрод Rubus (раније Eubatus) - Секције - Секција Allegheniensis - Rubus allegheniensis - Rubus alumnus - Rubus pennus - Секција Arguti - Rubus abactus - Rubus andrewsianus - Rubus argutus - Rubus frondosus - Rubus orarius - Rubus ostryifolius - Rubus pensilvanicus - Rubus recurvans - Секција Caesii - Rubus caesius - Секција Canadenses - Rubus canadensis - Rubus kennedyanus - Секција Corylifolii - Rubus adenoleucus - Rubus aureolus - Rubus babingtonianus - Rubus britannicus - Rubus camptostachys - Rubus conjungens - Rubus cyclomorphus - Rubus dissimulans - Rubus dumetorum - Rubus eluxatus - Rubus fabrimontanus - Rubus fioniae - Rubus gothicus - Rubus lamprocaulos - Rubus mortensenii - Rubus nemorosus - Rubus seebergensis - Rubus tuberculatus - Rubus wahlbergii - Секција Cuneifolii - Rubus cuneifolius - Секција Flagellares - Rubus arundelanus - Rubus biformispinus - Rubus deamii - Rubus enslenii - Rubus flagellaris - Секција Hispidi - Rubus hispidus - Секција Rubus (или Rubus fruticosus agg.) - Rubus acheruntinus - Rubus adornatus - Rubus adspersus - Rubus ahenifolius - Rubus alterniflorus - Rubus ammobius - Rubus amplificatus - Rubus anglocandicans - Rubus angustifrons - Rubus armeniacus (syn. R. discolor) - Rubus arrhenii - Rubus atrichantherus - Rubus axillaris - Rubus bakerianus - Rubus bavaricus - Rubus bayeri - Rubus bertramii - Rubus bifrons - Rubus bloxamianus - Rubus bloxamii - Rubus bollei - Rubus boraeanus - Rubus braeuckeri - Rubus bregutiensis - Rubus calvatus - Rubus canescens - Rubus cardiophyllus - Rubus caucasicus - Rubus chlorocladus - Rubus chlorothyrsos - Rubus chrysoxylon - Rubus cimbricus - Rubus cissburiensis - Rubus clusii - Rubus colemannii - Rubus concolor - Rubus conothyrsoides - Rubus cordifolius - Rubus cyri - Rubus dasyphyllus - Rubus divaricatus - Rubus diversus - Rubus drejeri - Rubus dumnoniensis - Rubus echinatoides - Rubus echinatus - Rubus egregius - Rubus eianus - Rubus ergii - Rubus errabundus - Rubus erythrops - Rubus fissus - Rubus foliosus - Rubus formidabilis - Rubus furvicolor - Rubus fuscoater - Rubus fuscus - Rubus gelertii - Rubus georgicus - Rubus glandithyrsos - Rubus glanduliger - Rubus glandulosus - Rubus godronii - Rubus grabowskii - Rubus gratus - Rubus gremlii - Rubus hartmanii - Rubus hirtus - Rubus hylophilus - Rubus ieri - Rubus inermis - Rubus infestus - Rubus insularis - Rubus laciniatus - Rubus lamprophyllus - Rubus lespinassei - Rubus leucostachys - Rubus linkianus - Rubus macrophyllus - Rubus micans - Rubus miszczenkoi - Rubus montanus - Rubus moschus - Rubus mucronulatus - Rubus mulleri - Rubus nessensis - Rubus nitidioides - Rubus pedatifolius - Rubus pedemontanus - Rubus piceetorum - Rubus plicatus - Rubus polyanthemus - Rubus praecox - Rubus promachonicus - Rubus pyramidalis - Rubus radula - Rubus rhamnifolius - Rubus rhombifolius - Rubus rosaceus - Rubus rubritinctus - Rubus rudis - Rubus sanctus - Rubus scheutzii - Rubus schlechtendalii - Rubus schleicheri - Rubus senticosus - Rubus separinus - Rubus septentrionalis - Rubus slesvicensis - Rubus sprengelii - Rubus sulcatus - Rubus thyrsiflorus - Rubus ulmifolius - Rubus vestitus - Rubus vigorosus - Rubus vulgaris - Секција Setosi - Rubus glandicaulis - Rubus missouricus - Rubus notatus - Rubus semisetosus - Rubus setosus - Rubus stipulatus - Rubus vermontanus - Секција Ursini - Rubus × loganobaccus - Rubus ursinus - Секција Verotriviales - Rubus lucidus - Rubus riograndis - Rubus trivialis |

### Праве, усправно растуће купине
Праве, усправно растуће купине су произишле из следећих врста купине:

#### Америчка усправна купина
Ареал гајења усправне купине (Rubus agritus L.) је источни део САД. Леторасти су јој чврсти и усправни, врло трновити. Биљка је изузртно витална, а трње је распрострањено по лисној дршци и по нерватури наличија листа.
Ова врста купине је значајна за оплемењивање, јер се њом стварају нове форме купине раног сазревања, укрштањем Rubus allegheniensis и R. agritus створене су сорте купине: El dorado, Taylor, Ancient Britan. А од Rubus agritus је произашла сорта купине Early Harvest.

#### Америчка високожбунаста купина
Америчка вискожбунаста купина (Rubus allegheniensis Portor) распрострањена је у Северној Америци. Врло је бујна и расте у висину, али јој се леторасти лако повијају. Ова врста купине је интересантна за оплемењивање, јер ствара потомство за крупним плодовима. Од ње су произишле сорте: Snayder, Agawan, Yombo и Laxton .

#### Северноамеричка купина
Северноамеричка купина (Rubus frondosus Bigelow) распортрањена је у североисточном и средњем делу САД . Средње је бујна, с дугачким извијеним леторастима обраслим бодљама. Ово је врста дивље купине с најквалитетнијим плодовима, па је због тога значајна за оплемењивање. Од ње су постале сорте: Joy, Ga grande, War, Watt i dr.

#### Коренолисна (першунаста) купина
Першунаста купина (Rubus laciniatus Willd) зимзелена је купина која је осетљива према ниским температурама. Распрострањена је у Европи. Има врло квалитетне плодове, због чега је интересантна за оплемењивање.

### Бујна пузећа купина
Rubus flagelatus Willd је најбујнија пузећа купина. Има дуге и повијене леторасте. Цветови су јој крупни и лепи. Такође има крупне, лепе и украсне плодове. Од ове врсте је произашла сорта лукреција .

### Америча пузећа купина
Америчка пузећа купина (Rubus invisus Brit) распрострањена је доста по Европи. Од ње је произишла сорта купине бартлер. Доста је робусна с дугачким леторастима који су пузећи.

#### Пузећа купина
Rubus trivialis Michx је изразито пузећа купина, јако је трновита. Има лепе плодове, издужене, сочне и врло укусне. Од ове врсте је произишла сорта купине менати(Manatee). Путећа купина је интересантна за оплемењивање ради стварања нових форми с крупним плодовима високог квалитета, раног дозревања и адаптивних особина на песковита земљишта и топле ареале гајења.

#### Северноамеричка пузећа купина
Северноамеричка пузећа купина (Rubus vitifolius Cham.) бујна је биљка са танким леторастима, који су пузећи или усправни, окићени с пуно ситних гранчица. Прилично је променљива врста. Од ње су произошле сорте лаксатин, мамонт.
Ово су само неки родоначелници од којих су произведене неке од племенитих сорти купине. Осим ових у шумама Кавказа су много раширене и врсте:иберијска купина, европска плава купина и друге, које обично рађају и имају друге позитибне особине, па су зато и интересантне у процесу оплемењивања и стварања нових биљних сорти.

## Употреба
Плод купине се користи у исхрани као воће, служи за прављење сокова, џемова, вина и сл. Лишће купине се користи у разним чајевима, који имају благотворно дејство на снижавања крвног притиска и нивоа шећера у крви.

## Галерија
- Фаза сазревања плодова сорте чачанске бестрне купине, у јулу.
- „Деца беру купине“, рад енглеског сликара Милса Биркета Фостера из 1899.